# Nostalgia (canción de Megumi Nakajima)
«Nostalgia» es el quinto sencillo de la cantante y seiyū japonesa Megumi Nakajima, y el segundo que no es representado por un personaje de anime lanzado al mercado el día 11 de marzo del año 2009.

## Detalles
Este sencillo incluía dos canciones originales de Mamegu (Nostalgia y Shining on), y un cover de Tenshi no Enogu interpretado originalmente por Mari Iijima, que fue escogido por los fanes (con 1058 votos) en febrero de 2009, en una página especial abierta en el sitio web oficial de Macross Frontier  que tenía una encuesta, sobre ¿qué canción tú quieres que sea interpretada por Ranka?, además de la canción escogida estaban otras como: My Friends (que obtuvo el segundo lugar con 721 votos), Totsugeki Love Heart (突撃ラブハート?) (en tercer lugar con 508 votos), Voices (en cuarto lugar con 431 votos) y Shao Pai Long (小白竜?) en último lugar con 355 votos.
Nostalgia al igual que Tenshi ni Naritai, fue utilizada para la adaptación del drama Daisuki! Itsutsugo.
Las canciones Nostalgia y Shining on fueron incluidas en el álbum I Love You lanzado el 2010.
Este sencillo fue acompañado por el lanzamiento de un DVD con dos tracks, el primero era la Realización y el segundo el PV de Tenshi ni naritai.
Lista de canciones (VTCL-35066)

| N.º   | Título                            | Letras      | Música             | Arreglos        | Duración |  |
| 1.    | «Nostalgia (ノスタルジア?)»       | Haruyuki    | Shigenaga Ryousuke | Keita Kawaguchi | 4:20     |  |
| 2.    | «Shining on»                      | Kato Kanako | Shigenaga Ryousuke | Koji Miyashita  | 4:54     |  |
| 3.    | «Tenshi no Enogu (天使の絵の具?)» | Mari Iijima | Mari Iijima        | Yasushi Sakurai | 4:03     |  |
| 4.    | «Nostalgia (Piano Ver.)»          |             | Shigenaga Ryousuke | Ippei Haino     | 5:31     |  |
| 5.    | «Nostalgia (Instrumental)»        |             | Shigenaga Ryousuke | Keita Kawaguchi | 4:17     |  |
| 23:05 |                                   |             |                    |                 |          |  |